# Réfraction atmosphérique

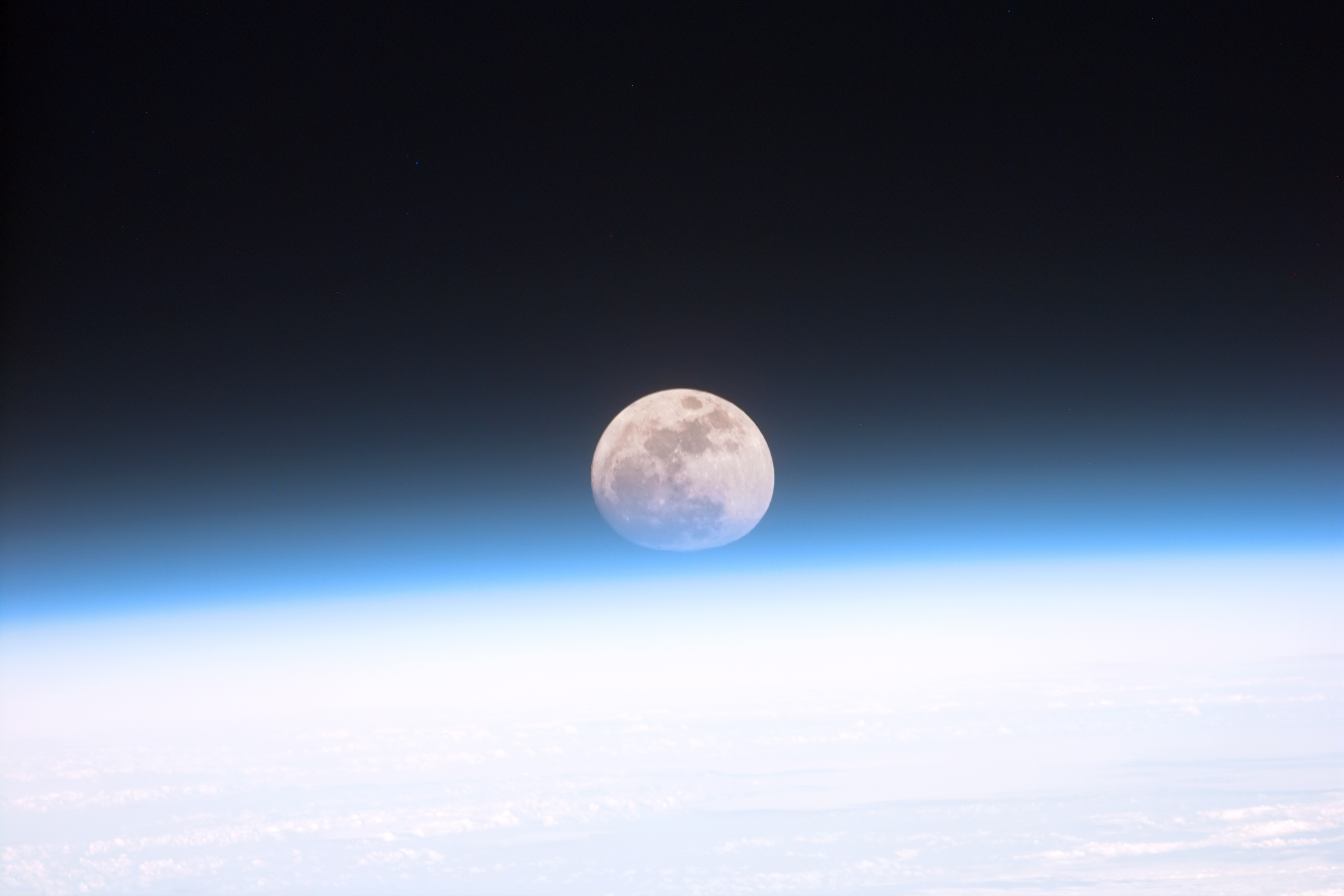
Photographie de la Lune partiellement obscurcie par l'atmosphère terrestre, prise depuis la navette spatiale Discovery. La forme apparente de la Lune dans sa partie basse n'est plus circulaire en raison de la réfraction atmosphérique.

La réfraction atmosphérique est un phénomène optique qui consiste en une trajectoire non rectiligne de la lumière à la traversée de l'atmosphère et qui est dû à la variation de la densité de l'air avec l'altitude, et donc de son indice de réfraction. Pour les objets immergés dans l'atmosphère, le phénomène prend le nom de réfraction terrestre et conduit aux mirages ainsi qu'à des effets de miroitement et d'ondulation pour les objets lointains. En astronomie d'observation la réfraction astronomique conduit à une erreur dans l'évaluation de la position angulaire réelle de l'astre observé : il est vu plus haut dans le ciel qu'il ne l'est réellement. Il faut donc effectuer une correction de hauteur dite de réfraction atmosphérique.
Ce phénomène n'affecte pas que les rayons lumineux mais de manière générale toutes les ondes électromagnétiques. L'effet est aussi fonction de la longueur d'onde (phénomène de dispersion). Ainsi la lumière bleue est plus affectée que la lumière rouge par le phénomène. C'est pourquoi les objets astronomiques, en raison de leur spectre, peuvent voir leurs images en haute résolution s'étaler. Le rayon vert peut en partie aussi être interprété par la réfraction atmosphérique et la dispersion.
Le fait de voir le Soleil à l'horizon sous une forme oblongue, légèrement aplatie, est un autre effet de la réfraction atmosphérique, observable également pour la Lune. 
La réfraction atmosphérique est beaucoup plus importante pour des objets proches de l'horizon que pour des objets plus près du zénith. Ainsi pour en limiter les effets, les astronomes programment autant que possible leurs observations d'objet au point culminant de leur trajectoire dans le ciel. De la même façon, pour se guider, les marins ne visent pas les étoiles proches de l'horizon, mais uniquement des étoiles au moins 20° au-dessus. Si les observations proches de l'horizon ne peuvent être évitées, il est possible sur certains instruments d'optique de compenser les décalages dus à la réfraction atmosphérique ainsi que les effets de la dispersion. Néanmoins la réfraction atmosphérique dépendant également de la pression atmosphérique et de la température, les systèmes permettant de compenser correctement tous les effets sont technologiquement compliqués et souvent d'un coût prohibitif. Le problème est encore plus compliqué lorsque la réfraction atmosphérique est non-homogène notamment à la rencontre de turbulences dans l'air. Ces turbulences sont à l'origine du phénomène de scintillation des étoiles.
Le phénomène de réfraction atmosphérique s'exerce également sur les ondes sonores.

## Formule empirique
Il existe différentes formules qui permettent de calculer l'angle de réfraction pour une hauteur angulaire donnée ; on peut aussi trouver des tables dans les éphémérides.
Formule proposée : soit R l'angle de réfraction, h la hauteur en degrés de l'astre considéré ; la formule suivante donne une exactitude meilleure que 0,2 minute d'arc, pour toutes les altitudes de 0 à 90° avec le résultat R en minutes d'arc.
{\displaystyle R={\frac {1{,}02}{\tan \left(h+{\dfrac {10{,}3}{h+5{,}11}}\right)}}}
Cette formule suppose que l'observation est effectuée au niveau de la mer, à une pression atmosphérique de 1 010 mbar, et pour une température de 10 °C.

## Valeurs numériques
On remarquera que :
- la réfraction augmente quand la pression augmente et elle diminue quand la pression diminue (1 % par 10 millibars) ;
- la réfraction augmente quand la température diminue et elle diminue quand la température augmente - l'air chaud étant moins dense, l'effet en est plus faible - (1 % par 2,8 °C).

Diagramme montrant le décalage entre la position réelle et la position apparente du Soleil à l'horizon. S (en jaune) est la position réelle. S (en rouge) est la position apparente vue par l'observateur O situé au sol. La ligne bleue représente l'horizon.

Si l'étoile est au zénith, il n'y a aucune correction à faire, le rayon lumineux n'étant pas dévié en incidence normale. À 45° de hauteur, la correction vaut près d'une minute d'arc (1/60 de degré). À l'horizon (0° de hauteur), elle vaut 34' soit à peu près un demi degré. Cependant la valeur utilisée dans l'annuaire du Bureau des Longitudes est de 36'36" (Théorie de la réfraction de Radau). Le diamètre apparent du Soleil étant également proche du demi-degré (32'), ceci explique pourquoi il est parfois dit que : « lorsque le Soleil touche l'horizon il est en réalité déjà couché ».
Pour le calcul des heures de lever et de coucher du Soleil la réfraction atmosphérique est également prise en compte. L'heure calculée ne correspond pas au moment où le Soleil atteint l'altitude 0°, mais au moment où il atteint l'altitude -50' : elle-même étant la somme de deux données: -16' pour tenir compte du rayon angulaire du Soleil, cette valeur correspondant au demi-diamètre apparent de l'astre exprimé en minutes (les tables astronomiques donnant généralement sa position héliocentrique) et -34' pour la réfraction atmosphérique à l'horizon. Dans le cas de la Lune il faut tenir compte du phénomène de parallaxe, du diamètre angulaire et de la phase lunaire (même si ce dernier point est rarement pris en compte).

## Histoire
Le physicien arabe Alhazen a étudié la réfraction atmosphérique vers l'an 1000 en s'intéressant au crépuscule et en découvrant que le phénomène cesse (ou commence) quand le Soleil passe par une position 19° au-dessus de l'horizon.
L'astronome chinois Shen Kuo a également proposé, vers l'an 1050, une interprétation de l'arc-en-ciel utilisant la réfraction atmosphérique.

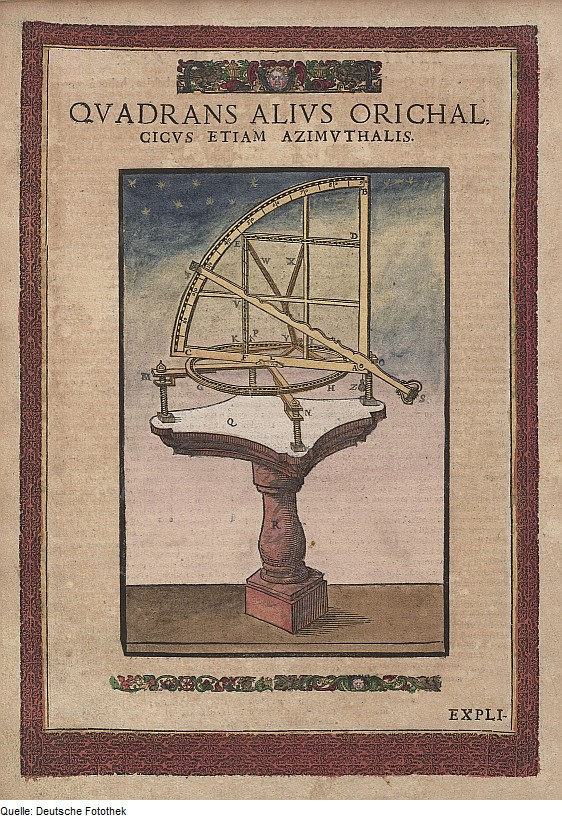
Quadrant altazimutal de Tycho Brahe (1602).

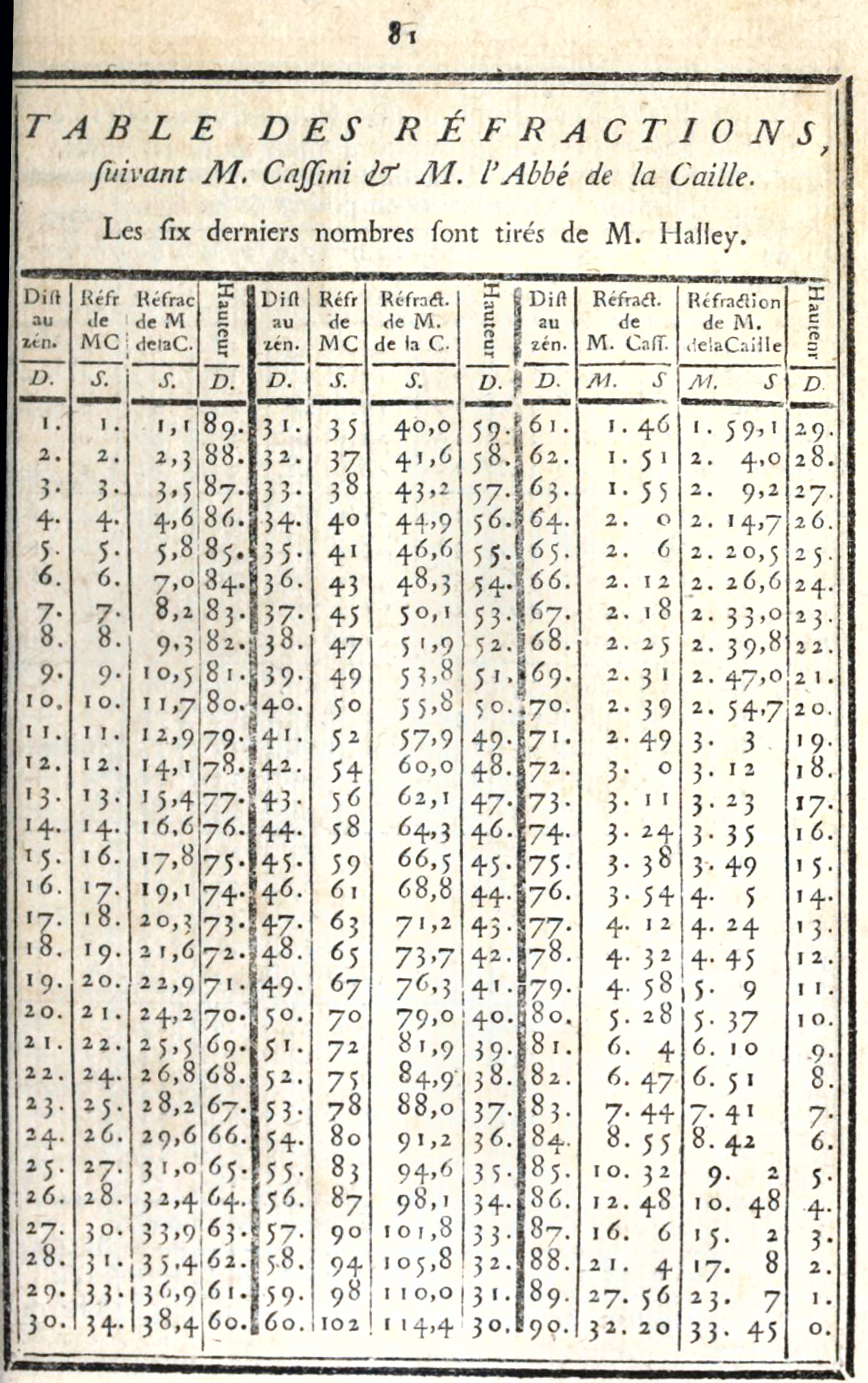
Table des réfractions d'après Cassini (1684) et La Caille (1750), éd. 1763.

Avant 1602, en occident, Tycho Brahe le premier, va déterminer par l'observation la valeur de la réfraction par la méthode des azimuts (Astronomiae instauratae progymnasmata, 1602) : il mesure l'azimut du Soleil ou d'une étoile pour en déduire sa distance zénithale vraie, puis il mesure la distance zénithale apparente de ce même astre. La différence des distances zénithales donne l'angle de réfraction correspondant.    
Kepler dans les Paralipomènes à Vitellion (1604) publie la première table en Occident, après avoir lu en 1603 l'œuvre d'Alhazen et consulté les observations de son maître Tycho Brahé.
En 1637, la loi de la réfraction de la lumière, lors de son passage dans un milieu de densité différente de son milieu initial, est mise au point par Descartes.
En 1662, Jean-Dominique Cassini va modéliser le phénomène à partir de deux observations : l'une à l'horizon avec une réfraction R = 32' 20" et l'autre à 80° de distance zénithale z où la réfraction r = 5' 28" ; il en déduit l'épaisseur de l'atmosphère, supposée homogène, de l'ordre de 4 km, dont il va se servir pour son modèle. Ce dernier lui permettra d'obtenir la valeur de r pour chaque degré de z et d'en tirer une première table. Une seconde table, plus précise sera publiée en 1684 ; elle sera reprise dans la Connaissance des temps jusqu'en 1765.
En 1814, Delambre simplifiera la méthode Cassini en proposant la formule générale : 
r = 58,7265" tan(z - 1,6081r)  .
Laplace puis Biot (1828) finissent par donner la théorie complète (assez complexe) du phénomène

## Cas général des ondes électromagnétiques
Les grandes ondes, les petites ondes ont un indice n inférieur à 1 : le mirage devient très grand et même on peut parler de quasi-réflexion de l'onde sur l'ionosphère : on reçoit des radios au-delà de l'horizon, le soir en particulier.